# Страдлиці
Страдлиці (пол. Stradlice) — село в Польщі, у гміні Казімежа-Велька Казімерського повіту Свентокшиського воєводства.
Населення — 287 осіб (2011).
У 1975-1998 роках село належало до Келецького воєводства.

## Демографія
Демографічна структура на день 31 березня 2011 року:
|          | Загалом | Допрацездатний вік | Працездатний вік | Постпрацездатний вік |
| -------- | ------- | ------------------ | ---------------- | -------------------- |
| Чоловіки | 138     | 19                 | 104              | 15                   |
| Жінки    | 149     | 16                 | 95               | 38                   |
| Разом    | 287     | 35                 | 199              | 53                   |